# 亚洲航线发展大会
亚洲航线发展大会是（英语：Routes Asia）由英国UBM航空集团主办的一个区域国际航空论坛。会议每年召开一次，参会者由世界及区域内主要机场、航空公司、旅游组织、政府机构等组成。该会议的召开旨在进一步促进亚太地区机场和航空公司间的交流与合作，推动亚太地区航线网络建设。

## 历届主办城市
下表中列出了历届亚洲航线发展大会主办城市。
| 届次     | 主办城市           | 举办时间              |
| -------- | ------------------ | --------------------- |
| 第一届   | 雪邦，马来西亚     | 2003年                |
| 第二届   | 吉隆坡，马来西亚   | 2004年                |
| 第三届   | 吉隆坡，马来西亚   | 2005年                |
| 第四届   | 芭堤雅，泰国       | 2006年4月9日~4月11日  |
| 第五届   | 海口，中国         | 2007年3月25日~5月27日 |
| 第六届   | 澳门，中国         | 2008年4月11日~4月13日 |
| 第七届   | 海德拉巴，印度     | 2009年3月29日~5月31日 |
| 第八届   | 阿德莱德，澳大利亚 | 2010年4月18日~20日    |
| 第九届   | 仁川，韩国         | 2011年3月27日~29日    |
| 第十届   | 成都，中国         | 2012年4月15日~17日    |
| 第十一届 | 孟买，印度         | 2013年3月17日~19日    |
| 第十二届 | 古晋，马来西亚     | 2014年3月9日~11日     |
| 第十三届 | 昆明，中国         | 2015年3月15日~17日    |